# Jiuguan (köpinghuvudort i Kina, Zhejiang Sheng, lat 30,84, long 120,28)
Jiuguan är en köpinghuvudort i Kina. Den ligger i provinsen Zhejiang, i den östra delen av landet, omkring 66 kilometer norr om provinshuvudstaden Hangzhou. Antalet invånare är 24 696. Befolkningen består av 11 683 kvinnor och 13 013 män. Barn under 15 år utgör 11,0 %, vuxna 15-64 år 76 %, och äldre över 65 år 11,0 %.
Runt Jiuguan är det mycket tätbefolkat, med 1 018 invånare per kvadratkilometer. Närmaste större samhälle är Zhili, 4,4 km norr om Jiuguan. Trakten runt Jiuguan består till största delen av jordbruksmark.
Genomsnittlig årsnederbörd är 1 675 millimeter. Den regnigaste månaden är juni, med i genomsnitt 253 mm nederbörd, och den torraste är november, med 62 mm nederbörd.